# Imperishable Night
Touhou Eiyashou ~ Imperishable Night. (яп. 東方永夜抄 〜 Imperishable Night., досл. «Східний візерунок нескінченної ночі ~ Непереможна ніч») — гра 2004 року в жанрі bullet hell та скрол-шутер, розроблена Team Shanghai Alice. Це восьма гра серії Touhou Project, та третя гра серії, що вийшла на операційній системі Windows.
Imperishable Night вводить нову систему напарників — гравцю перед грою пропонуються на вибір чотири пари персонажів. Гравець може перемикатись з одного персонажа пари на іншого в будь-який момент гри.
Сюжет гри базується на «Повісті про бамбукоруба», творі японського фольклору, та обертається навколо того, що під час Цукімі місяць було замінено підробкою, внаслідок чого обрана команда вирушає, аби знайти винуватця до кінця ночі та завершення фестивалю. Гра вперше вийшла на Comiket 66, 15 серпня 2004 року.

## Геймплей
Imperishable Night — вертикальний скрол-шутер. Персонаж гравця завжди дивиться вгору, має нападати на ворогів та ухилятись від їх атак, та наприкінці кожної стадії відбувається битва з босом.
У Imperishable Night є унікальна для серії система — «Last Spell» (останнє заклинання). Деякі з останніх спелкарт босів є «Last Spell»-ами; Деякі з них є звичайними спелкартами, де потрібно нанести достатньо шкоди босу, а в деяких з них потрібно вижити до кінця заклинання. Поки діє така спелкарта, гравець не може активувати власні спелкарти (бомби) та водночас не може втратити життя. Гравці теж можуть використовувати спелкарти, звані «Last Spell», що тривають довше та завдають більшої шкоди, але й потребують дві бомби для активації.
Інша особливість Imperishable Night — боси. Залежно від обраних персонажів, четвертим босом буде або Кірісаме Маріса, або Хакурей Рейму. Також у грі два різних фінальних боси: Яґокоро Ейрін та Хорайсан Каґуя. Якщо гравець використовував продовження гри, або ще не бачив нормальної кінцівки обраною командою, то він побачить Фінал A, та буде битись з Ейрін; Якщо гравець не використовував продовжень, але не проходив гру на хорошу кінцівку, то гра продовжується, та наступає Фінал Б, де гравець б'ється з Каґуєю. Після проходження гри на хорошу кінцівку, граючи за тих же персонажів, якими він виграв, гравець може вибирати, який саме з фіналів він буде проходити, в разі, якщо не використовував продовжень. Однак, для відкриття екстра-стадії, необхідно пройти обидва фінали (за винятком проходжень за одного персонажа).

### Лічильник часу
Imperishable Night має лічильник «часу». Гравець має зібрати достатню кількість «очок часу», що збираються так само як і звичайні очки — як предмети, що падають, при грейзингу або вбивстві ворогів. Гра починається о «11:00 PM», та з кожною стадією проходить 30 хвилин. В разі, якщо гравець не набирає достатньо очок часу, то проходить година. Якщо на годиннику у грі буде «5:00 AM», то гравець побачить погану кінцівку. Якщо гравець використає продовження, то пройде ще пів години. Також пів години пройде, якщо під час Last Spell-а Каґуї Хорайсан, фінального боса, та влучить в гравця. Каґуя Хорайсан — єдиний бос із кількома Last Spell-ами. Через таку систему, Imperishable Night — єдина гра з серії Touhou, де гравець може використати продовження та вийти на не погану кінцівку.

### Пари «людина-йокай»
У Imperishable Night усього є вісім ігрових персонажів, поділених на пари. Після проходження гри за всі чотири пари, гравець може вибирати персонажів по одному. Кожна пара складається з людини та йокая; йокай використовується при режимі фокусування (затиснута клавіша Shift), а людина — за його відсутності.
Шкала знизу зліва показує, наскільки гравець є людиною або йокаєм, що впливає на очки. Ця шкала приймає значення від -100 % (людина) до 100 % (йокай); значення зсувається в один з цих боків при використанні людини чи йокая з обраної пари персонажів відповідно. При значенні 80 % і більше в той чи інший бік, гравець може збирати очки часу[уточнити переклад] при влучанні по ворогу (в режимі людини) або при грейзингу по ворогу та вбивстві ворогів (в режимі йокая). Через те, що Компаку Йому є напівпривидом, значення шкали при грі з нею урізано навпіл (від -50 % до 50 % при самостійній грі, від -50 % до 100 % при грі в парі), та зменшено необхідну кількість відсотків для збору очок часу.
Деякі вороги використовують фамільярів, особливості яких залежать від стану гравця. Фамільяри невразливі, коли гравець у режимі йокая, але водночас вони не можуть завдати гравцю шкоди своїм спрайтом, та не стріляють, поки гравець знаходиться поверх них. Залежність слабкостей ворога від стану гравця порівнювали з подібною особливістю в грі Ikaruga. Атаки босів теж можуть залежати від типу гравця — зазвичай, вони атакують повільнішими та/або самонавідними кулями, коли гравець у режимі йокая.

### Тренування заклинань

«Last Word» Яґокоро Ейрін у режимі «тренування заклинань»

Режим тренування заклинань відкривається при проходженні гри на хорошу кінцівку (тобто до настання 5:00 AM). У цьому режимі можна практикувати будь-які спелкарти з гри на вибір, за умови, що гравець бачив їх у грі обраною командою або одним персонажем. У цьому режимі в гравців є лише одне життя, та вони не можуть використовувати бомби. При проходженні спелкарт, показуються коментарі автора з приводу спелкарт або пов'язаних із ними персонажів. Також є можливість практикувати цілі стадії, за умови, що гравець їх вже проходив.
«Last Word» доступні лише в режимі тренування, та здебільшого є найскладнішими спелкартами у грі. Ці спелкарти відкриваються за певних умов, наприклад, при проходженні гри за певних персонажів або проходженні достатньої кількості спелкарт.

## Сюжет
За день до фестиваля Місяця у Ґенсокьо, місяць було замінено місяцем-підробкою, що не може стати повним. Аби повернути Місяць до сходу сонця, головні героїні вирушають шукати того, хто його викрав, аби його повернути та запобігти нескінченній ночі.
Після кількох боїв, у тому числі після бою проти Рейму або Маріси (залежить від персонажів, що обрав гравець), що також шукає винуватця, героїні опиняються в Еєнтеї, маєтку, де знаходиться винний. Всередині їм стає на заваді місячний заєць Рейсен Удонґеїн Інаба, що стоїть на сторожі маєтку. Звідси гравці рушають або до Яґокоро Ейрін, що створила фальшивий Місяць, або до вигнаної місячної принцеси Хорайсан Каґуї. Мешканці Місяця жадають, щоб Каґуя видала їм назад Рейсен, через що і було створено фальшивий Місяць, що порушує зв'язок між Місяцем та Землею, через що мешканці Місяця не можуть знайти ані Каґую, ані Рейсен. Дізнавшись про це, команда приймає «п'ять неможливих прохань» Каґуї, та бореться з нею до сходу сонця.
У подіях Екстра-стадії, після виконання «п'яти неможливих прохань», Каґуя дає ще одне завдання команді: здолати її суперницю, Фуджівару но Моко. Після цього, Місяць відновлюється, та Каґуя, Рейсен та Ейрін продовжують мирно жити в Ґенсокьо.

## Розробка
Imperishable Night розробила команда Team Shanghai Alice, що складається з одного члена під псевдонімом ZUN. ZUN бажав створити гру-даммаку, у якій гравець матиме змогу вільно перемикатись між двома персонажами під час гри — на його думку, у небагатьох іграх на той час була така система. Це було керівною ідеєю для створення Imperishable Night, сюжет було написано згодом з урахуванням цієї системи. ZUN задумувався над тим, щоб зробити таку систему ще в Embodiment of Scarlet Devil, однак він вирішив, що використання ігрових персонажів, що раніше не з'являлись у серії було б неприродним. Тому він реалізував цю систему у третій грі основної серії, Imperishable Night, аби ввести в ній персонажів з першої та другої гри.
ZUN'у було особливо складно підібрати персонажа-йокая у пару з Рейму та з Марісою. Зрештою, у пару з Марісою він обрав Алісу Марґатроїд з ігор до Windows, бо йому здалось, що Аліса — «йокай-версія Маріси», та до того ж ввів її як ворога у попередній грі серії, Perfect Cherry Blossom. У пару з Рейму була обрана Юкарі через схожість їхніх характерів.